# Rayleighlänge

Parameter am Fokus eines Gaußstrahls. ist der kleinste Radius, den das Lichtfeld einnimmt. ist der Öffnungswinkel, mit dem das Licht fokussiert wird und unter dem es den Fokus wieder verlässt. ist die Rayleighlänge.

Die Rayleighlänge {\displaystyle z_{\mathrm {R} }} (nach Lord Rayleigh) ist die Distanz entlang der optischen Achse, die ein Laserstrahl braucht, bis seine Querschnittsfläche sich, ausgehend von der Strahltaille bzw. dem Fokus, verdoppelt. Der Radius des Strahls ist dort um den Faktor {\displaystyle {\sqrt {2}}} größer als an der Taille bzw. dem Fokus.
Wenn man die – für Laser meist zulässige – Näherung eines Gaußstrahls betrachtet, lässt sich die Rayleigh-Länge wie folgt ausdrücken:
{\displaystyle z_{\mathrm {R} }={\frac {n\cdot \pi \cdot w_{0}^{2}}{\lambda _{0}}}}
wobei
- {\displaystyle n} der Brechungsindex des Mediums
- {\displaystyle w_{0}} der Radius des Strahls im Fokus
- {\displaystyle \lambda _{0}} die Vakuumwellenlänge des verwendeten Lichts ist.

Dies bedeutet: wenn rotes Licht (z. B. 650 nm Wellenlänge) mit ultraviolettem Licht (z. B. 325 nm) auf dieselbe Fläche im Fokus einer Linse oder eines Parabolspiegels gebündelt wird, hat sich das rote Licht nach nur der Hälfte der Strecke des ultravioletten bereits wieder soweit ausgebreitet, dass es die doppelte Ausgangsfläche beleuchtet.
Unter Berücksichtigung der Strahlqualität {\displaystyle {\frac {1}{M^{2}}}} ändert sich die Formel zu:
{\displaystyle z_{\mathrm {R} }={\frac {1}{M^{2}}}\cdot {\frac {n\cdot \pi \cdot w_{0}^{2}}{\lambda _{0}}}}

## Strahldurchmesser im Fokus
Bei Vorliegen eines Gauß-Strahl gilt in paraxialer Näherung, dass der Durchmesser {\displaystyle 2w_{0}} des Strahls im Fokus durch die Wellenlänge {\displaystyle \lambda =n\cdot \lambda _{0}} der Strahlung ({\displaystyle n}: Brechungsindex) und die Strahldivergenz, ausgedrückt über den Öffnungswinkel {\displaystyle \Theta }, bestimmt wird. Man erhält:
{\displaystyle D=2w_{0}\simeq {\dfrac {4\lambda }{\pi \Theta }}}.
Fokussiert man einen kollimierten Gaußschen Lichtstrahl des Durchmessers {\displaystyle 2w_{1}} mit einer Linse der Brennweite {\displaystyle f}, so ist der Öffnungswinkel gegeben durch {\displaystyle \Theta \simeq 2w_{1}/f} (paraxiale Näherung), so dass
{\displaystyle D=2w_{0}\simeq {\dfrac {2\lambda f}{\pi w_{1}}}}.
Beispiel: Ein kollimierter Laserstrahl der Wellenlänge 800 nm wird mit einer Linse der Brennweite 10 cm fokussiert. Bei einem Strahldurchmesser von 2 mm vor der Linse erhält man für den Durchmesser des Brennflecks ungefähr den Wert 51 μm.